# 陸軍航空整備学校
陸軍航空整備学校（りくぐんこうくうせいびがっこう）とは、現在の埼玉県所沢市並木に設立された大日本帝国陸軍の教育機関（軍学校）のひとつである。のち所沢陸軍航空整備学校と改称した。

## 概要
1938年7月、昭和13年6月30日勅令第470号により陸軍航空技術学校の下士官・幹部候補生及び少年飛行兵への整備教育を移管し、陸軍所沢飛行場に陸軍航空総監部隷下の陸軍航空整備学校が設置された。
1943年8月、所沢陸軍航空整備学校と改称。航空兵器の整備を担う少年飛行兵・少年飛行兵を志願する生徒に対して教育を行った。
1945年2月、第3航空教育団に改編された。

## 沿革
- 1938年（昭和13年）7月1日 - 陸軍航空整備学校が発足。
- 1943年（昭和18年）8月1日 - 所沢陸軍航空整備学校と改称。
  - 9月 - 立川教育隊・八戸教育隊を開隊。
- 1944年（昭和19年）4月 - 本校教育隊を所沢教育隊と改称。
- 1945年（昭和20年）2月20日 - 第3航空教育団に改編。

## 歴代校長
- 佐藤進 少将：1938年12月10日 -
- 中富秀夫 少将：1939年8月1日 - 1941年10月15日
- 加藤尹義 少将：1942年6月1日 -
- 三上喜三 中将：1943年8月2日 -
- 平田勝治 中将：1944年10月21日 - 1945年2月20日